# Plecia septentrionalis
Plecia septentrionalis är en tvåvingeart som beskrevs av Hardy 1953. Plecia septentrionalis ingår i släktet Plecia och familjen hårmyggor. Inga underarter finns listade i Catalogue of Life.